# Roland Meier
Roland Meier (Dänikon, 22 november 1967) is een voormalig Zwitsers wielrenner. Op 28 augustus 2001 werd hij voor acht maanden geschorst wegens het gebruik van epo.

## Overwinningen
1993
- Stausee Rundfahrt Klingnau

## Resultaten in voornaamste wedstrijden
| Jaar | Ronde van Italië | Ronde van Frankrijk | Ronde van Spanje |
| ---- | ---------------- | ------------------- | ---------------- |
| 1994 |                  |                     | 100e             |
| 1995 | opgave           |                     | 108e             |
| 1996 |                  |                     |                  |
| 1998 |                  | 7e                  |                  |
| 1999 |                  | 15e                 | opgave           |
| 2000 |                  | 44e                 |                  |
| 2001 |                  |                     |                  |

| Jaar | Milaan-San Remo | Luik-Bast.‑Luik | Ronde van Lombardije | Waalse Pijl |  | WK op de weg |
| ---- | --------------- | --------------- | -------------------- | ----------- |  | ------------ |
| 1994 |                 |                 |                      |             |  |              |
| 1995 |                 | 66e             |                      | 55e         |  |              |
| 1996 |                 |                 |                      |             |  | 38e          |
| 1998 |                 | 76e             | 42e                  | 48e         |  |              |
| 1999 |                 |                 |                      | 40e         |  |              |
| 2000 |                 | 49e             |                      |             |  |              |
| 2001 | 144e            | 67e             |                      | 57e         |  |              |